# Башкирцева, Мария Константиновна
Мари́я Константи́новна Башки́рцева (фр. Marie Bashkirtseff; 11 [23] ноября 1860 или 12 [24] ноября 1858, Гавронцы, Полтавская губерния — 31 октября 1884, Париж) — французский живописец, русская подданная по происхождению, полулегендарная фигура среди парижских художников «прекрасной эпохи», автор знаменитого дневника.

## Биография
Согласно найденным в Национальной библиотеке Франции записям, родилась 12 (24) ноября 1858 года в имении Гавронцы (Гайворонцы) недалеко от Полтавы Полтавской губернии Российской империи в семье местного предводителя дворянства Константина Павловича Башкирцева (сына генерала Павла Башкирцева, участника войны 1812 года, и крупного землевладельца) и его жены Марии Степановны, урождённой Бабаниной (1833—1920) — родом харьковчанки, дочери полковника-аристократа, библиофила, англомана и ценителя искусств. В посмертных изданиях дневника её возраст был убавлен.
Детство Башкирцевой прошло в селе Черняковке (владения полковника Черняка), по современному административному делению — Полтавского района (до реформы — Чутовского района) Полтавской области Украины. На День молодёжи проводится ежегодная международная художественная ярмарка в Марииной долине, названной в честь Башкирцевой.
После развода мать уехала с Башкирцевой, которой на тот момент было двенадцать лет, в Европу: Вену, Баден-Баден, Женеву. Там девочка влюбилась в герцога Гамильтона, а позднее в Ницце — в аристократа Бореля. Вскоре увлечение Борелем проходит, и в 1873 году гувернантка 15-летней девушки сообщает ей, что герцог Гамильтон женится, но не на ней.

В 1877 году Башкирцева уехала в Париж, где поступила в Академию Р. Жюлиана, и уже через 11 месяцев её показывали на Салоне среди ученических работ и наградили золотой медалью. Следующими объектами её девичьих влюблённостей оказываются граф Александр де Лардерель, Поль Гранье де Кассаньяк, граф Пьетро Антонелли (племянник кардинала Джакомо), Одифре и другие. Увлекшись де Кассаньяком, депутатом и оратором, Башкирцева всерьёз обращается к политике. Существуют свидетельства[где?], что Башкирцева писала под псевдонимом статьи о феминизме, так как даже в Академии Жюлиана, где она изучала живопись, идеи феминизма вызывали смех.

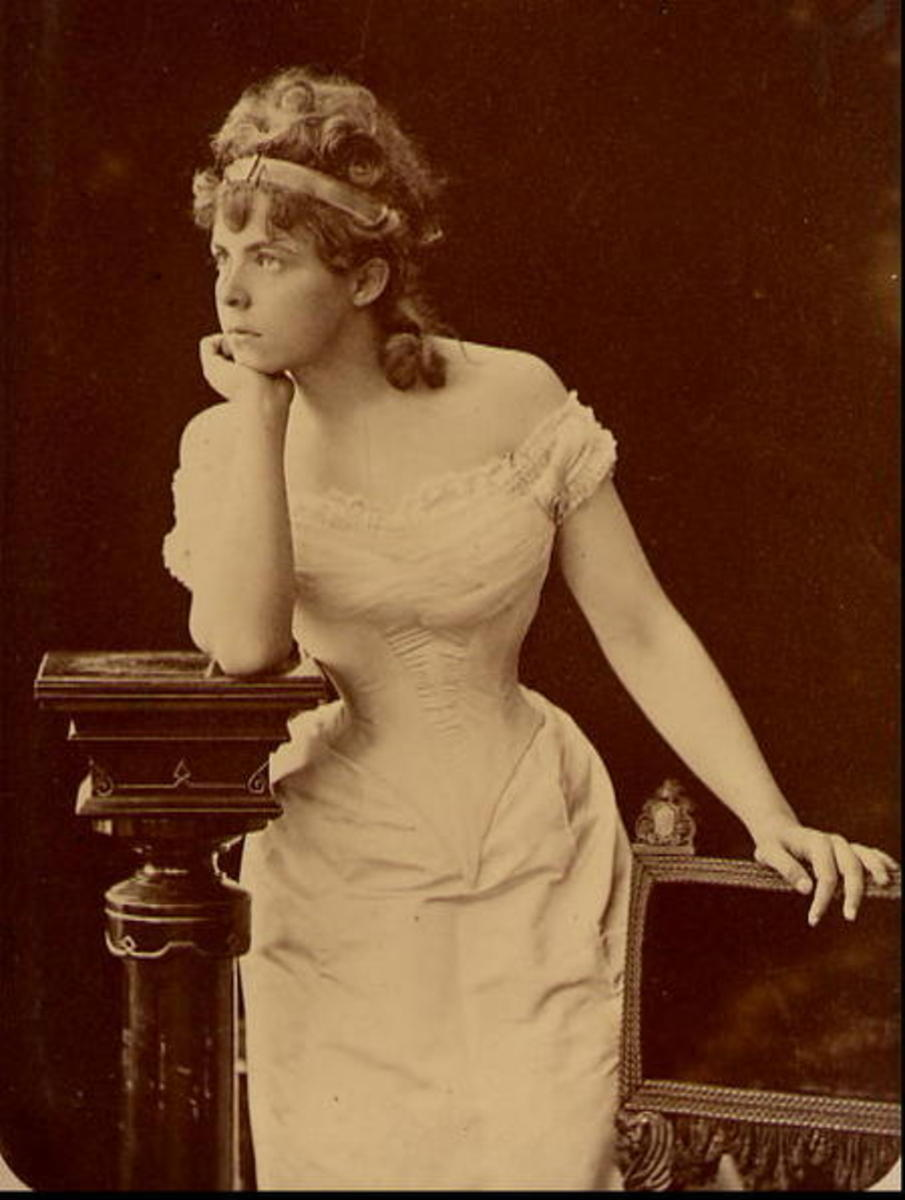
Башкирцева в 19 лет

В возрасте шестнадцати лет Башкирцева узнала, что у неё туберкулёз. С тех пор она проводила много времени на лечебных курортах, где интенсивно работала, написав огромное число живописных работ, чувствуя приближение скорой смерти. Также Башкирцева задумывалась и о судьбе своего дневника, который решила издать после своей смерти. К этому же последнему периоду (1884) относится её известная активная переписка с Ги де Мопассаном, который, впервые получив письмо от некоего скромного учителя Жозефа Савантена, от этой «писанины» поначалу отмахивается. В ответном письме, но уже от имени девушки, а не учителя, Башкирцева отказывается от личной встречи, предложенной самим писателем.
Учитель Башкирцевой, французский 36-летний художник Жюль Бастьен-Лепаж, умер от рака.
Скончалась от туберкулёза в возрасте 25 лет. Похоронена в Париже, на висячем кладбище Пасси в центре Парижа. Мавзолей Башкирцевой, построенный братом Жюля Бастьен-Лепажа — Эмилем, является также местом позднего захоронения многих других членов семьи Башкирцевых-Бабаниных. Над входом в него — строчка из Андре Терье, а внутри хранятся мольберт Башкирцевой, её личные вещи и мебель, скульптура и некоторые картины, в том числе одна из последних работ Башкирцевой — «Святые жёны».
Мопассан, посетив позже её могилу, сказал: 

Это была единственная Роза в моей жизни, чей путь я усыпал бы розами, зная, что он будет так ярок и так короток!

## Дневник

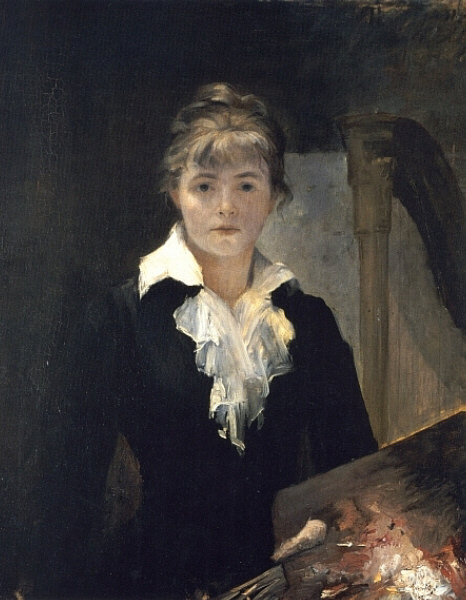
Автопортрет с палитрой. 1880, частное собрание

С двенадцати лет и до смерти Башкирцева вела на французском языке дневник (сто пять тетрадей), впоследствии неоднократно переведённый на многие языки, в том числе и на русский. Дневник проникнут тонким психологизмом, романтической «жаждой славы» и вместе с тем трагическим чувством обречённости.
В начале XX века эта книга была очень популярна в России, а самой известной поклонницей творчества и личности Башкирцевой была Марина Цветаева, в молодости переписывавшаяся с матерью Башкирцевой (умершей в 1920-х годах) и посвятившая «блестящей памяти» Башкирцевой свой первый сборник стихов «Вечерний альбом». На обложке своей второй книги «Волшебный фонарь» Цветаева анонсировала целый сборник под названием «Мария Башкирцева. 3-я книга стихов», однако он не вышел (а может быть, и не был написан).
Валерий Брюсов писал в своем дневнике:

Ничто так не воскрешает меня, как дневник Башкирцевой. Она — это я сам со всеми своими мыслями, убеждениями и мечтами.
Высочайшую оценку дневнику Башкирцевой дал в своей литературной автобиографии «Свояси» (1919) Велимир Хлебников:

Заклинаю художников будущего вести точные дневники своего духа: смотреть на себя как на небо и вести точные записи восхода и захода звёзд своего духа. В этой области у человечества есть лишь один дневник Марии Башкирцевой — и больше ничего. Эта духовная нищета знаний о небе внутреннем — самая яркая чёрная Фраунгоферова черта современного человечества.

Дневник Башкирцевой нередко сравнивают с дневником Елизаветы Дьяконовой. Сравнивая дневники, некоторые критики нередко отдавали предпочтение нерехтской провинциалке. «Покойная Елизавета Дьяконова задалась тою же целью, что и Мария Башкирцева, написать „дневник“, который послужил бы „фотографиею женщины“, — отмечал в „Петербургской газете“ некто под псевдонимом Одиссей, — но у Башкирцевой получились негативы, несколько драматизированных, театральных поз, тогда как Дьяконова верна правде и реальна до последнего штриха». В том же смысле высказался В. В. Розанов. Ещё до завершения первого издания, в 1904-м, он выступил на страницах «Нового времени» с горячим призывом:

Прочитайте два тома интереснейшего «Дневника» г-жи Дьяконовой! Во-первых, до чего всё это русское, «Русью пахнет», если сравнить этот непритязательный «Дневник» с гениально-порочным «Дневником» полуфранцуженки Башкирцевой. Сколько здесь разлито души, дела, задумчивости, какие прекрасные страницы посвящены размышлениям о смерти. Сколько заботы о народе, детях, семье, — заботе не фактической (по бессилью), но, по крайней мере, в душе.

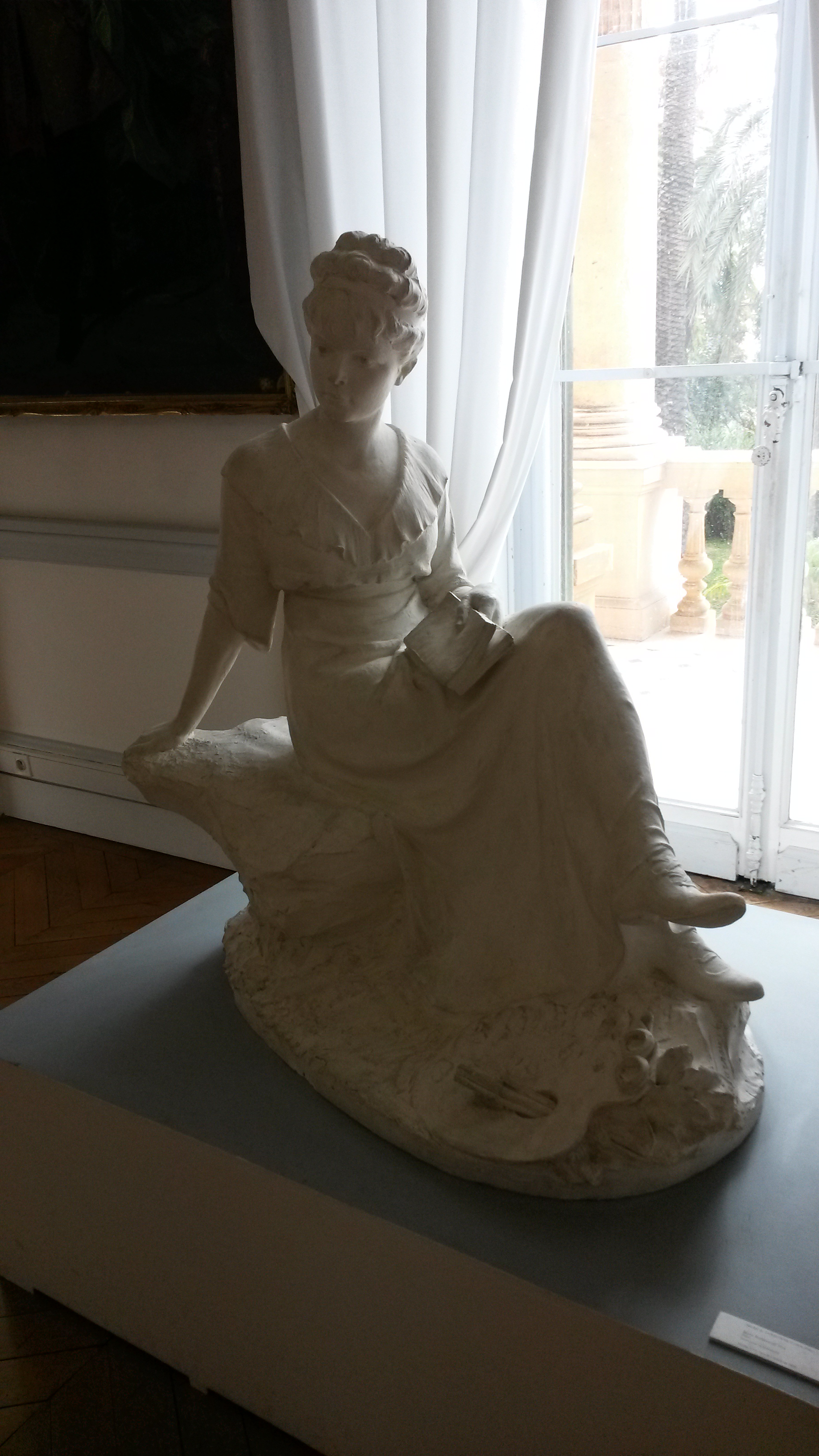
Мишель Тарновский. Мария Башкирцева. 1914. Музей изящных искусств Ниццы

Двенадцать лет спустя, после того, как вышло уже четвёртое издание дьяконовского «Дневника», Розанов обозначил своё пристрастие к нему ещё отчетливей, заявив, что «это одна из прелестнейших книг русской литературы за весь XIX век».

## Судьба наследия

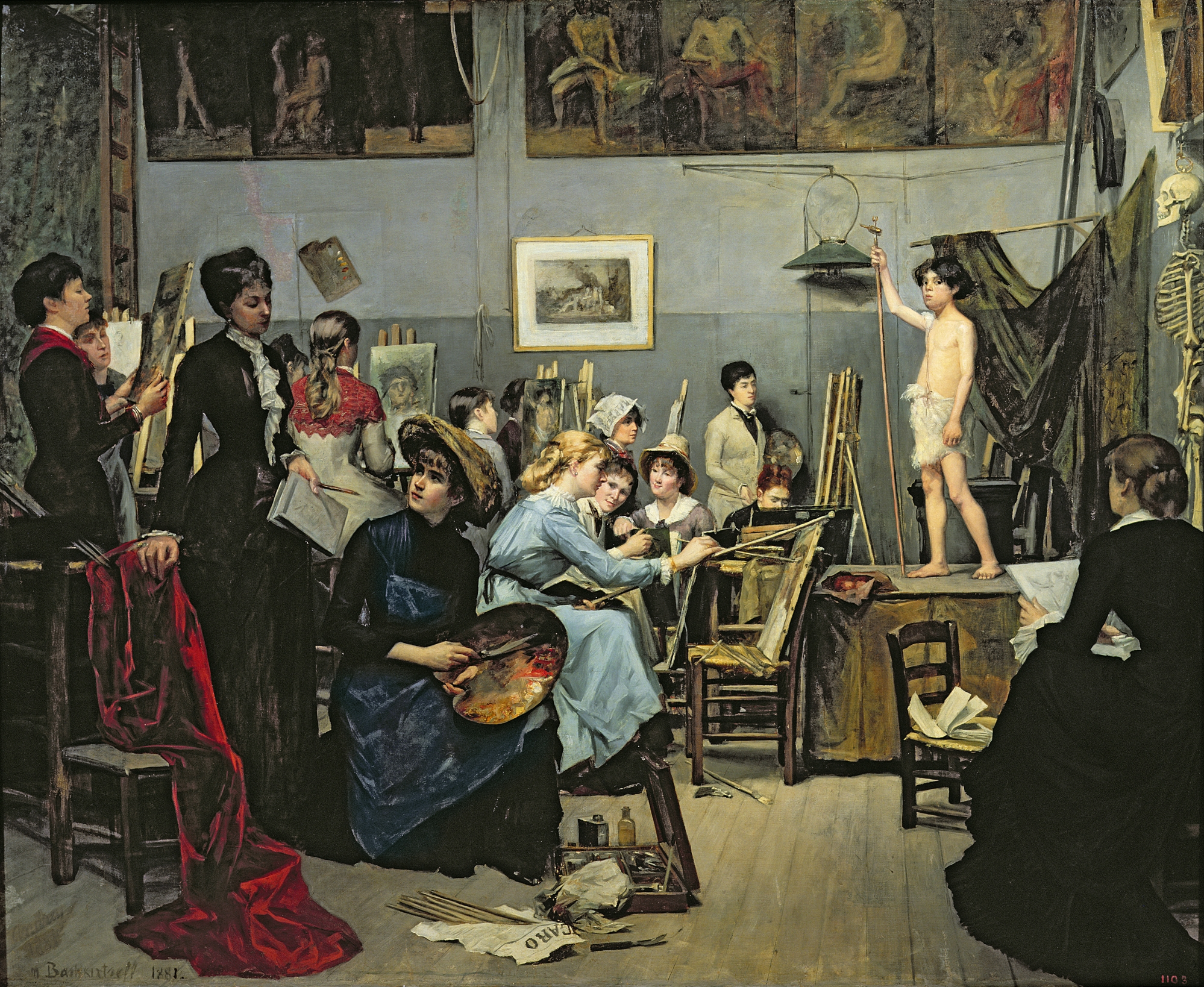
Картина М. К. Башкирцевой «В студии» (хранится в художественном музее Днепра)

Имение Башкирцевых было продано в 1900 году графу С. Д. Шереметеву.
В 1917—1919 годах имение было разрушено; в годы войны[уточнить] от него не осталось и следа.
В 1908 году мать Башкирцевой передала в музей Александра III большую коллекцию работ Марии (сто сорок одну работу; среди них рисунки, эскизы, полотна, пастели, скульптурные этюды). В 1930 году из этой коллекции в Днепропетровский художественный музей было передано две картины Башкирцевой, в 1932 году по запросу Наркомпроса УССР Русский музей передал на Украину сто двадцать семь работ Башкирцевой. Несколько работ было передано в 1929 году в Красноярск. В Русском музее осталось восемь живописных полотен и тринадцать рисунков Марии Башкирцевой.
Во время эвакуации Харьковской картинной галереи бесследно пропали шестьдесят шесть полотен Башкирцевой. Сегодня на Украине осталось только три её картины: в музеях Харькова, Днепра и Сум.

Оригинальные работы Башкирцевой ныне являются редкостью ввиду того, что большая их часть погибла во время Второй мировой войны при бомбёжке Гавронцев.
В 1980-х годах в Национальной библиотеке Франции был обнаружен оригинальный текст дневника, ранее считавшийся утраченным. При его изучении обнаружилось, что большая часть дневника Башкирцевой неизвестна публике, а уже опубликованная содержит ряд лакун и явных искажений (в том числе и год рождения художницы), внесённых семьёй, не желавшей оглашения своих семейных тайн.

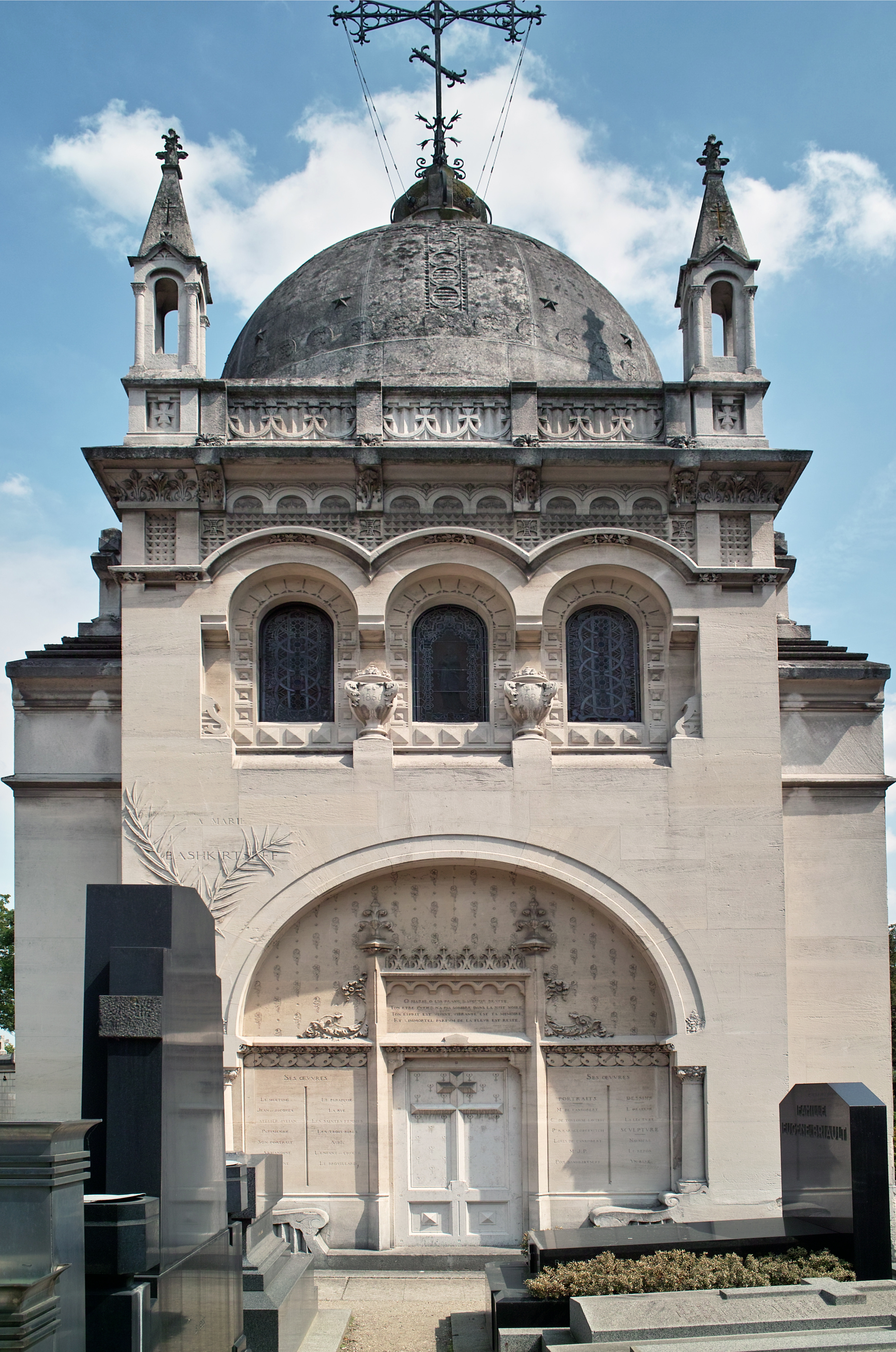
Часовня на могиле Марии Башкирцевой на центральном кладбище Пасси в Париже. Внутри мемориальная мастерская художницы с её подлинным мольбертом и мебелью. Национальный памятник Франции

Ныне идёт[уточнить] публикация полного текста дневника на французском языке и его английского перевода (доступна первая часть под названием «I Am the Most Interesting Book of All». В 2013 году была издана вторая часть английского перевода под названием «Lust for Glory»). Полное издание по-новому раскрывает личность Башкирцевой, а также освещает жизнь эпохи.

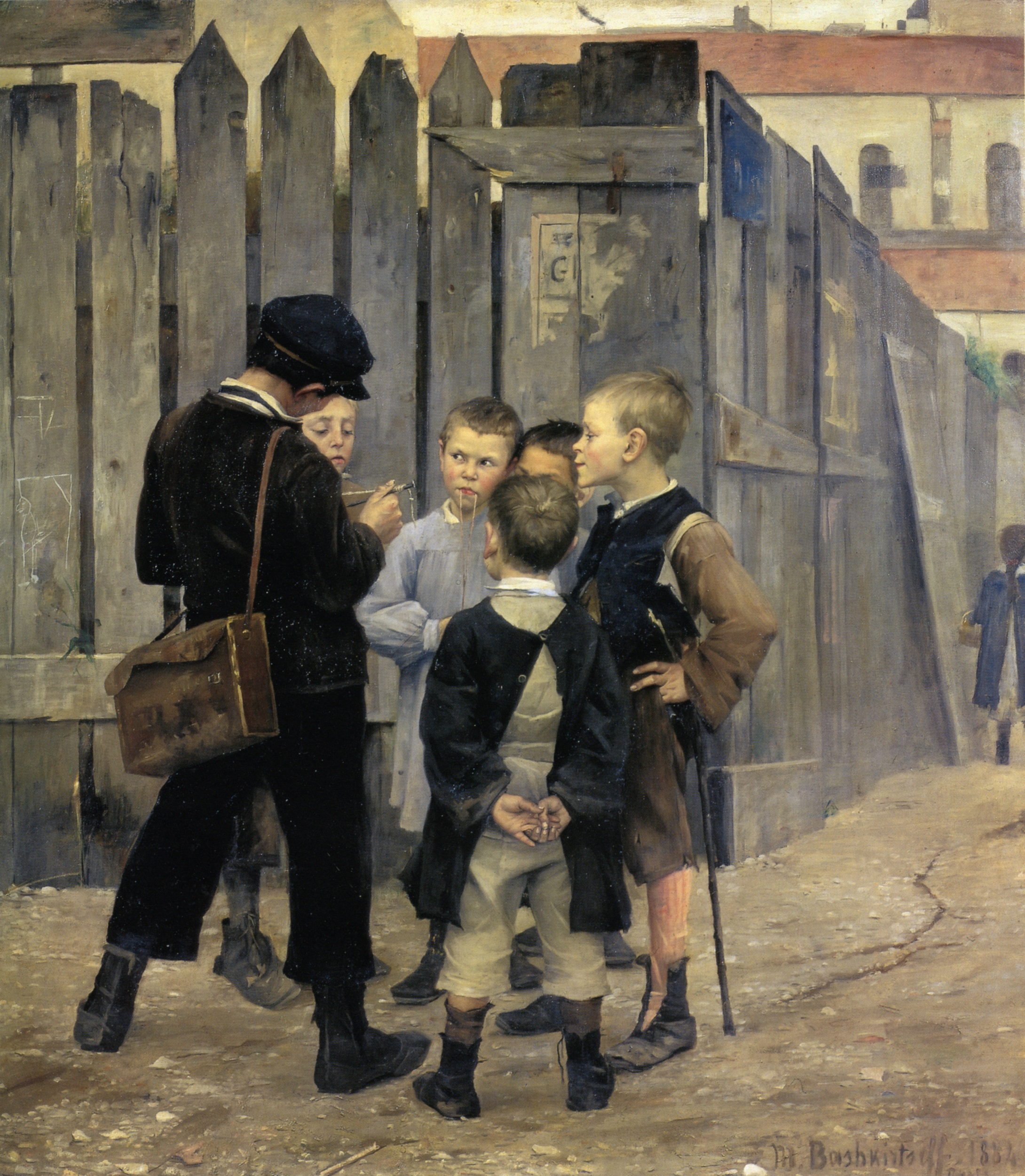
Картина М. К. Башкирцевой «Встреча», 1884 год

Украинский литературовед Михаил Слабошпицкий издал роман «Мария Башкирцева», переведённый на русский и французский языки. Большое исследование личности Башкирцевой проделал писатель Александр Александров. Итогом его работы стала книга «Подлинная жизнь мадемуазель Башкирцевой».

## Признание
В Париже, в Люксембургском музее, с 1886 года стояла статуя «Бессмертие» авторства Леона Лонжпье. Скульптурная группа изображает молодого гения, умирающего у ног ангела смерти. Последний держит в руках табличку со списком великих людей, сошедших преждевременно в могилу, но уже покрывших себя бессмертием на Земле. Глаза гения устремлены в список. И среди восьми французских имён, начертанных в этом списке, стоит одно русское имя — «Мария Башкирцева». Позднее при режиме Виши статуя была уничтожена. Некоторое время спустя, изготовленная копия была установлена на одном из кладбищ города Скикда (Алжир).
В честь Марии Башкирцевой назван кратер на Венере.